# Citroën Type B10
De Citroën B10 is de derde auto van Citroën, gebouwd door André Citroën tussen 1924 en 1925.

## Geschiedenis
De Citroën Type B10 is een verbetering van de Citroën Type B2. De carrosserie is, voor de eerste keer, geheel van staal. De motor is afkomstig van de B2 en heeft een vermogen van 1452 cc, 20 pk.
In 1925 wordt dit model opgevolgd door de Citroën B12 waarvan er in 1928 400 stuks per dag worden gebouwd, 30% van de Franse autoproductie van die tijd.